# Mossyrock
Mossyrock est une ville du comté de Lewis, dans l’État de Washington, aux États-Unis.